# Château de Grangent
Pour les articles homonymes, voir Grangent.
Le château de Grangent se trouve sur une petite île située sur le lac de Grangent, en contrebas du château d'Essalois. Il se situe au sud du territoire de la commune de Saint-Just-Saint-Rambert, dans le département de la Loire en Auvergne-Rhône-Alpes (France).

## Historique
Le château de Grangent est cité pour la première fois en 1173. Lorsque le château fut construit, il était situé sur un promontoire qui s'élevait à une cinquantaine de mètres au-dessus de la Loire. Pendant le Moyen Âge et plus tard, il subit la destruction, fut reconstruit et plusieurs fois restauré.
La permutation de 1173 entre le comte de Forez et l'Église de Lyon indique que quiconque aura le château de Grangent devra hommage lige et fidélité au comte[source insuffisante].
Le château est vendu comme bien national en 1796. Il est inscrit à l'inventaire supplémentaire des monuments historiques le 24 octobre 1945 pour la cheminée Sarrasine de la tour, et défini comme site inscrit le 12 mars 1946 pour tout le site constitué de la tour et de ses abords.
La construction du barrage de Grangent en 1957 change radicalement la situation en isolant le château sur une nouvelle île.
Le château est aujourd'hui une propriété privée.

## Description
Le donjon offrant un espace intérieur relativement étroit, on passe d'un étage à l'autre à l'aide d'une échelle.

### Sources
- Panneau d'information situé sur le site.